# Pomniki i miejsca pamięci narodowej w Stargardzie
Pomniki i miejsca pamięci narodowej znajdujące się w Stargardzie:

## Pomniki

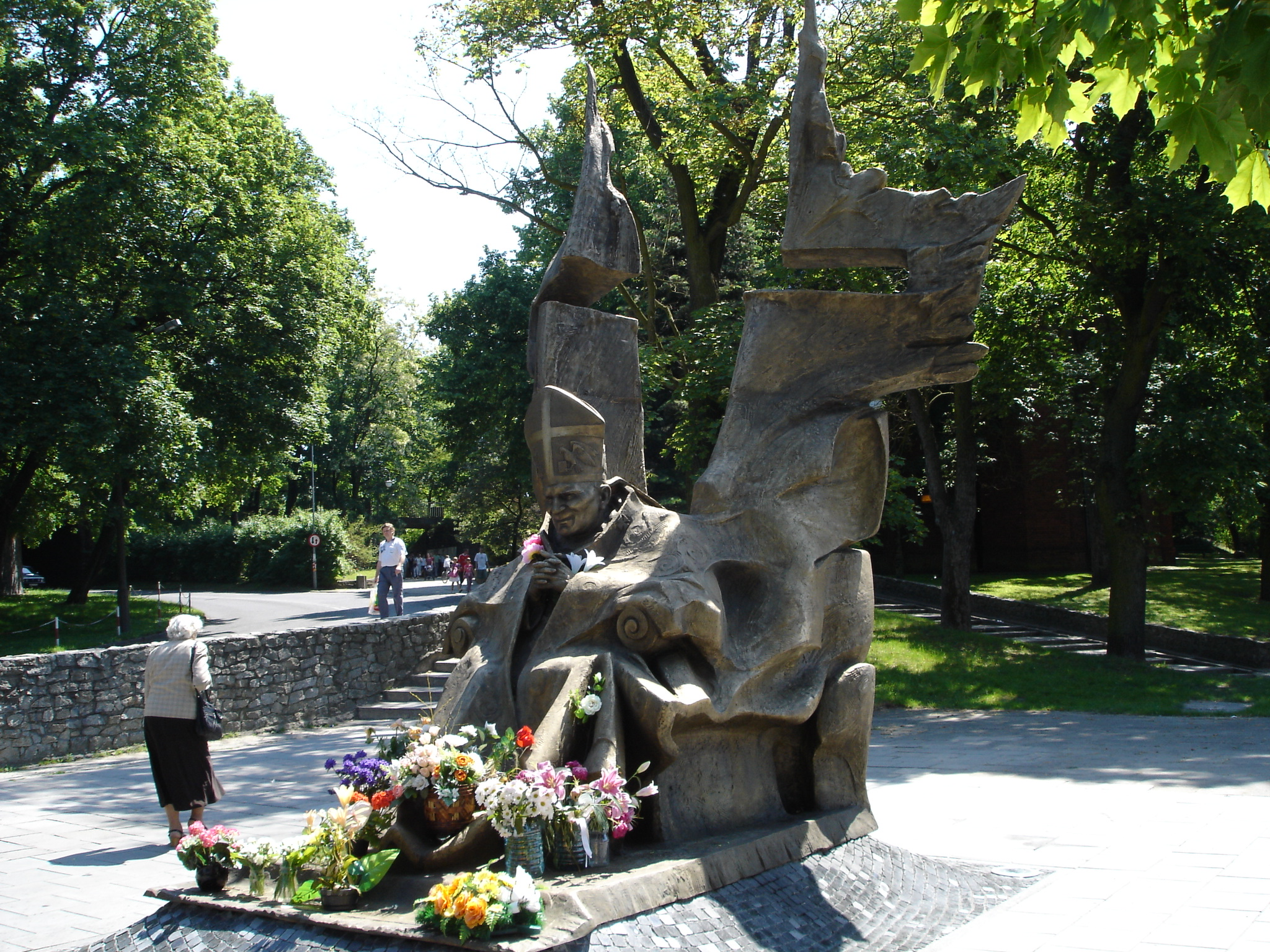
Pomnik Jana Pawła II

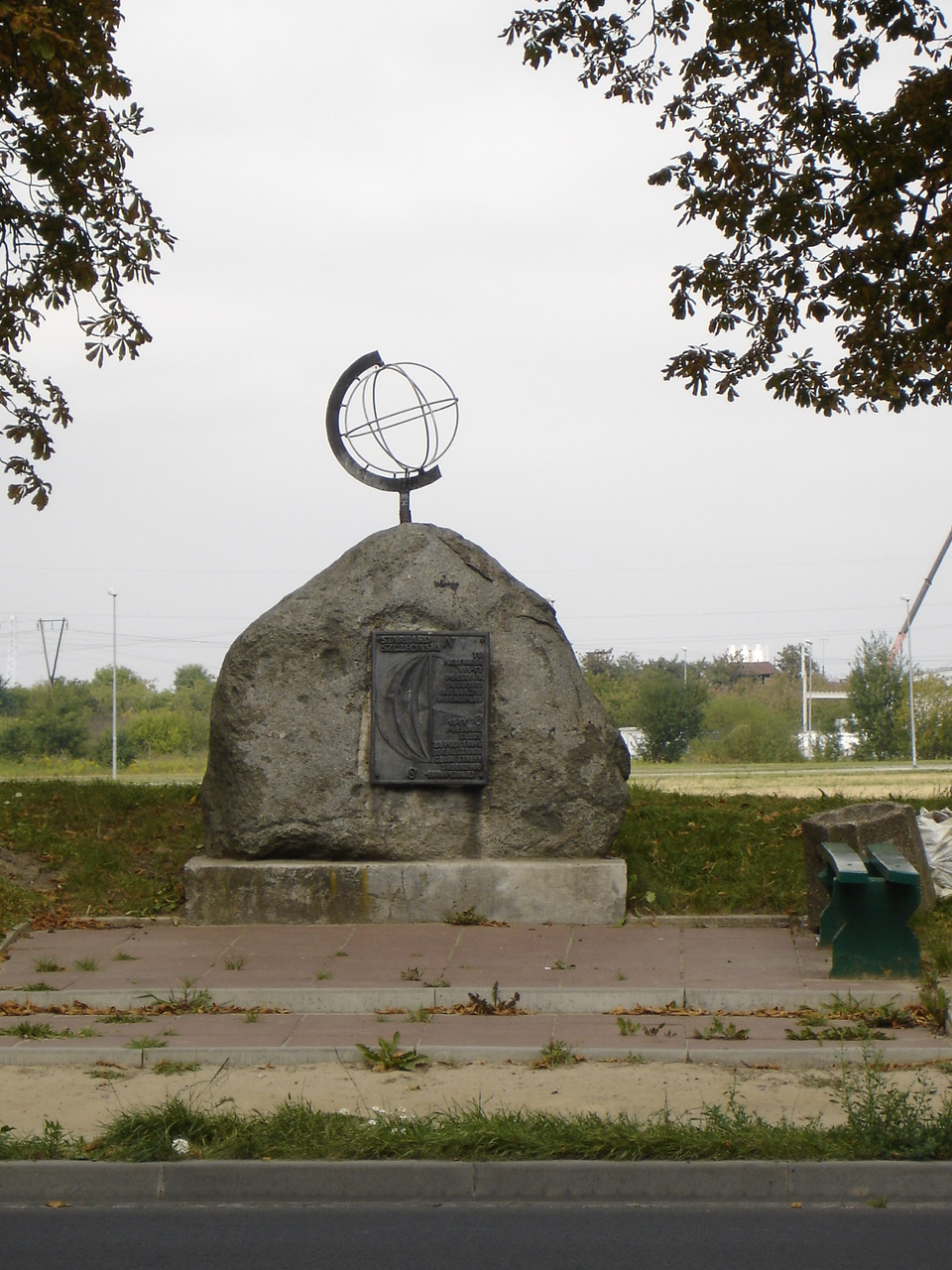
Pomnik 15. Południk

Pomnik Jana Pawła II, skwer Ojca Świętego Jana Pawła II. Pomnik został odsłonięty 2 kwietnia 2006. Projekt pomnika wykonał krakowski rzeźbiarz prof. Aleksander Śliwa. Pomnik wykonano w całości z brązu. Pomnik mierzy 6 m wysokości.
Pomnik 15. Południk, ul. Szczecińska. Kamienny obelisk wykonany w okresie międzywojennym, ma formę kamienia narzutowego z siatką południków i równoleżników i tablicą informującą, iż przez Stargard przebiega 15 południk długości geograficznej wschodniej.
Pomnik Ofiar Syberii i Katynia, pl. Świętego Ducha. Pomnik składa się z dwóch granitowych głazów oraz krzyża pomiędzy nimi. Inicjatorem budowy pomnika było Koło Terenowe Związku Sybiraków. Pomnik poświęcony jest wszystkim polskim ofiarom poległym w czasie II wojny światowej na terenie ZSRR. Złożono tu ziemię z głównych miejsc kaźni Polaków.
Pomnik poległych żołnierzy 9 Pułku Piechoty 3 Dywizji I Armii Wojska Polskiego, pl. Słoneczny. Pomnik został odsłonięty w 1996 roku. Tablica została wykonana w odlewni Polmo w Stargardzie. Pierwotnie znajdował się tu pomnik ku czci kapitan Ludowego Wojska Polskiego Lucyny Herc.
Pomnik Juliusza Słowackiego, przy SP 1 (d. SP 10), ul. H. Sienkiewicza. Pomnik pierwotnie znajdował się na placu Juliusza Słowackiego. Wzniesiony został na przedwojennym cokole pomnika Webera. Wykonany został w 1955 roku przez Sławomira Lewińskiego.
Pomnik Adama Mickiewicza, przy I LO, ul. S. Staszica. Popiersie wykonane z betonu na wysokim, kamiennym cokole.
Pomnik Marii Panny, przy kolegiacie NMP, ul. B. Krzywoustego (na cokole dawnego pomnika ku czci żołnierzy 9 Kołobrzeskiego Pułku Grenadierów). Figura Maryi wykonana jest z piaskowca, w prawym ręku dzierży buławę (symbol panowania nad światem) w lewym zaś dzieciątko Jezus. Na kolumnie widnieje napis fundatorów: Królowej Świata w hołdzie parafianie stargardzcy i zbąszyneccy.
Pomnik Pamięci niemieckich mieszkańców Stargardu, Stary Cmentarz Komunalny.
Pomnik Saperów, Stary Cmentarz Komunalny.
Krzyż pokutny u zbiegu ul. Morskiej i Gdyńskiej - najstarszy pomnik w Stargardzie. Wykonany w 1542 roku przez Hans Billeke, jako zadośćuczynienie za zabójstwo w tym miejscu swojego krewnego Wawrzyńca Madera.
Parowóz Pt47 – pomnik techniki, dworzec kolejowy. Jest to lokomotywa parowa serii Pt47 o numerze 41. Zbudowana została w Fabryce Lokomotyw w Chrzanowie w 1948 roku. Po skreśleniu z inwentarza PKP lokomotywa znajdowała się na bocznicy w Białogardzie, następnie od 1998 przejął ją Zespół Szkół Transportowych w Stargardzie. Po jego likwidacji lokomotywę przejęły PLK. Na obecnym miejscu - II peronie dworca w Stargardzie - parowóz znajduje się od 2 kwietnia 2004 roku.
Pomnik Pionierów ZNTK „Stargard”, ul. I Brygady 35, odsłonięty w 1985 r. w czterdziestolecie powojennej działalności ZNTK.
Mauzoleum Żołnierzy Radzieckich, do 1996 pl. Wolności, obecnie Cmentarz Wojenny.
Pomnik dzieci nienarodzonych, Stary Cmentarz Komunalny. Pomnik odsłonięto 25 marca 2004 roku, znajduje się w miejscu grobu bezimiennego noworodka, który został podrzucony na plebanię kościoła św. Jana. Pomnik mierzy 170 cm, wykonany jest z szarego granitu, tworzy go płyta z pęknięciem w kształcie krzyża. Pomnik jest także formą upamiętnienia dzieci nieposiadających własnego grobu.
Pomniki na cmentarzu wojennym.
Pomnik pamięci ofiar katastrofy polskiego Tu-154M w Smoleńsku z 10 kwietnia 2010, poświęcony 18 stycznia 2014, znajduje się przy ul. Prezydentów RP Lecha Kaczyńskiego i Ryszarda Kaczorowskiego.
Pomnik Stargardzianie Ojczyźnie – w setną rocznicę odzyskania niepodległości, teren zieleni parkowej przy skrzyżowaniu ulic Kazimierza Wielkiego i Marii Skłodowskiej-Curie. Inicjatorem budowy pomnika było Porozumienie Środowisk Patriotycznych w Stargardzie. Pomnik został odsłonięty 11 listopada 2018 roku, z okazji setnej rocznicy odzyskania przez Polskę niepodległości.

## Tablice i kamienie pamiątkowe

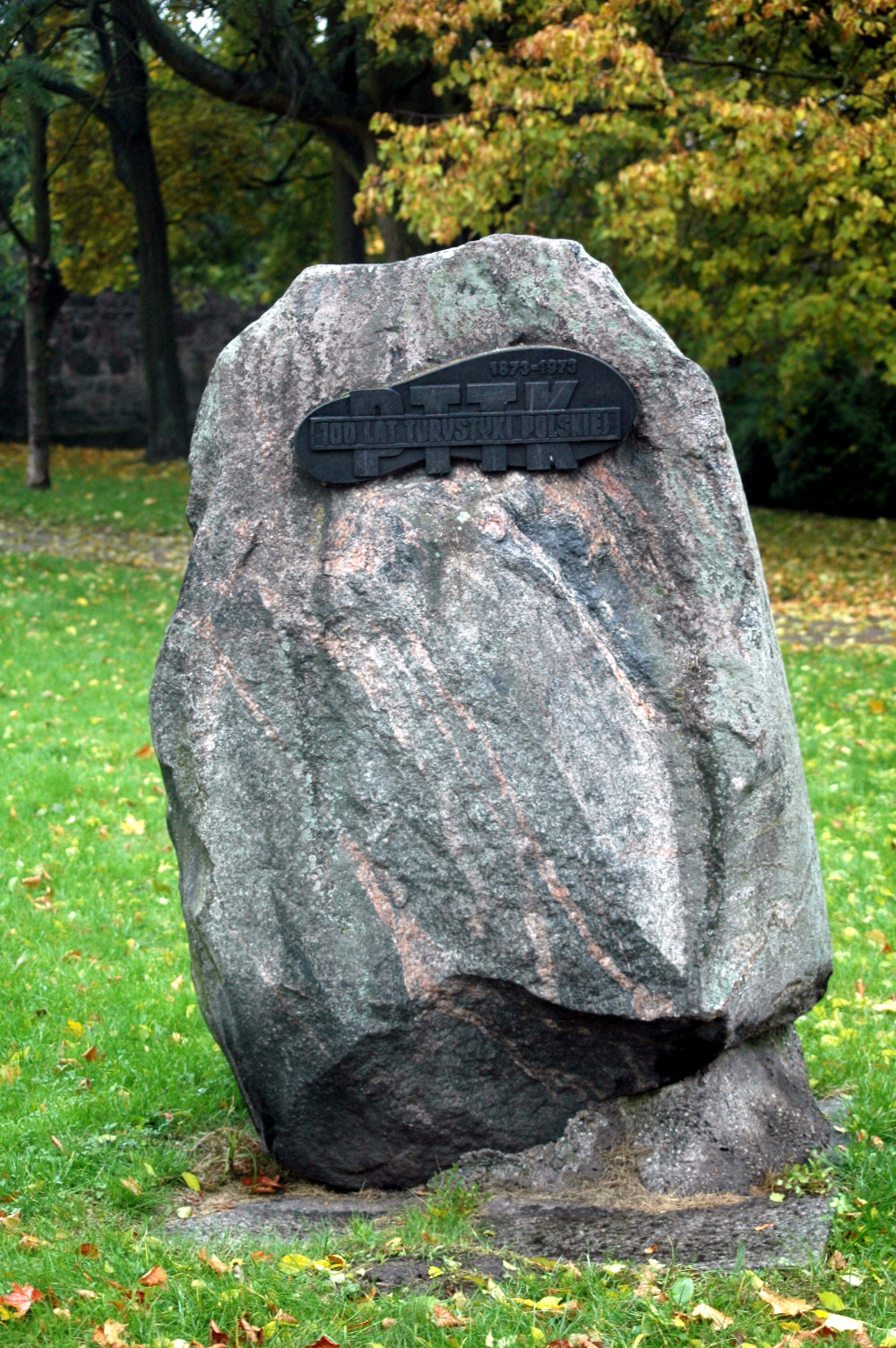
Głaz postawiony z okazji 100 lat polskiej turystyki (1873-1973)

Kamień pamiątkowy 50. lat temu powróciła tu Polska, ul. św. Jana Chrzciciela.
Kamień pamiątkowy z okazji 100. lecia polskiej turystyki, Park Piastowski.
Kamień pamiątkowy 50. lecia oddziału PTTK w Stargardzie, Park Zamkowy.
Tablica pamiątkowa dziesięciolecia powrotu ziemi stargardzkiej do Macierzy, ściana UPP Stargard Szczeciński 8, ul. Pocztowa.
Tablica pamiątkowa w trzechsetną rocznicę pobytu wojsk hetmana Stefana Czarnieckiego na ziemi Stargardzkiej, ściana zachodnia Bramy Pyrzyckiej. Umieszczona na pamiątkę rozbicia pod Stargardem w 1657 oddziałów szwedzkich.
Tablica pamiątkowa poświęcona Eugeniuszowi Góreckiemu, ściana hotelu PTTK, ul. Kuśnierzy.
Tablica pamiątkowa Polaków spod Znaku Rodła, Odwach, Rynek Staromiejski. Tablica została odsłonięta 9 grudnia 1998, w 60. rocznicę uchwalenia przez I Kongres Polaków w Niemczech 5 Prawd Polaków. Ufundowana została przez oddział PTTK w Stargardzie, ówczesny Zarząd Miasta, podregion stargardzki NSZZ Solidarność oraz W. Hamkało.
Tablica pamiątkowa poświęcona Zbigniewowi Petriemu, Ośrodek Rehabilitacji Dziecięcej, ul. S. Staszica.
Tablica pamiątkowa Bohaterskim obrońcom Ojczyzny, ul. B. Krzywoustego. Odsłonięty 1 września 1989 roku – w 50. rocznicę wybuchu II wojny światowej.
Tablice w kolegiacie Mariackiej.
Tablice w kościele św. Jana:
- - Tablica Solidarność – Narodowi, Solidarność Podregionu Stargard, sierpień 2005.
  - Tablica upamiętniająca nadanie Stargardowi patrona - św. Jana Chrzciciela.

## Pomniki nieistniejące

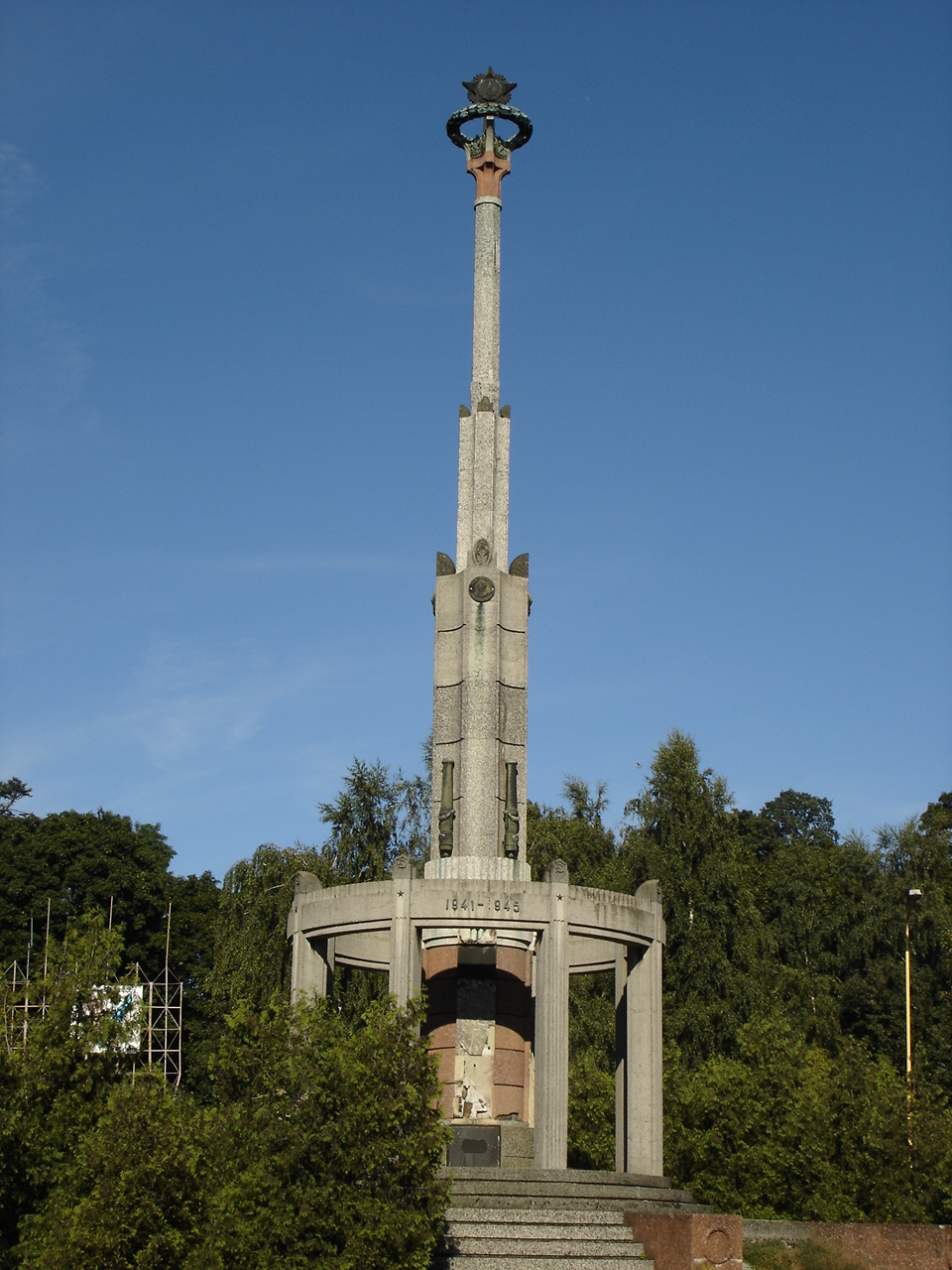
Kolumna Zwycięstwa

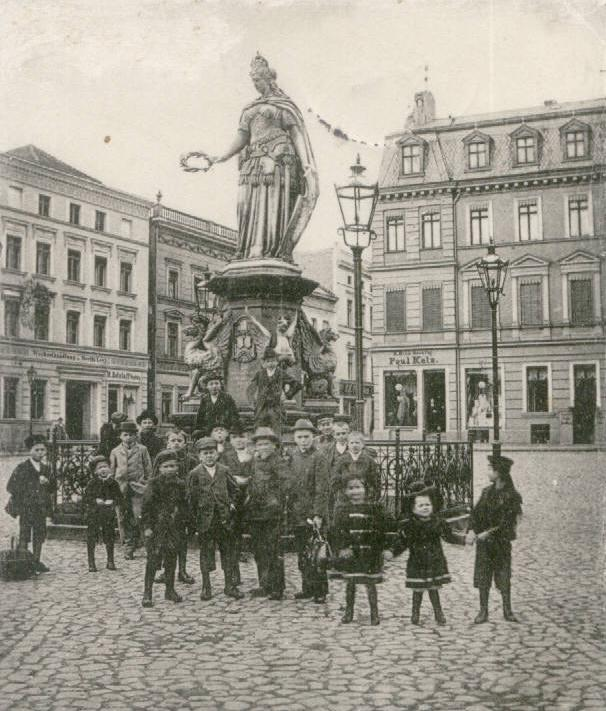
Pomnik Germanii

Kolumna zwycięstwa, pl. Wolności (istniejąca w latach 1945-2017). Została wzniesiona przez jeńców niemieckich według projektu I. W. Mozencewa na rozkaz Wojennej Rady 61. Armii. Mierzyła 23 m, wykonana była z konstrukcji żelbetonowej, z elementami kamiennymi.
Pomnik żołnierzy Armii Czerwonej, ul. Lotników.
Pomnik Germanii, Rynek Staromiejski, odsłonięty w listopadzie 1874 upamiętniał zwycięstwo Prus pod Sedanem w 1870. Został w całości sfinansowanych z francuskich reparacji wojennych. Przedstawiał kobietę Germanię – personifikację Niemiec przyodzianą w zbroję, przykrytą płaszczem z koroną na głowie, w lewym ręku dzierżyła wieniec laurowy-symbol zwycięstwa. Cokół na którym znajdował się pomnik otaczały cztery gryfy pomorskie. W okresie 1917–1919 monument otaczały dwie zdobyczne armaty. Pomnik został usunięty przez narodowych socjalistów w 1934.
Krieges-Denkmal mit Weidensteig, Park Jagielloński.
Pomnik Cesarza Wilhelma,  Bürgerschützen Park - teren pomiędzy ulicami Krampehlgasse a Huckfeldweg czyli dzisiajszymi Źródlaną a Rolniczą.
Pomnik marszałka Blüchera, Park Piastowski.
Pomnik ku czci stargardzkich kolejarzy poległych w czasie I wojny światowej, pl. Zgody (d. Wichert Platz). 
Pomnik został ustawiony u wjazdu na osiedle pracowników Kolejowych Zakładów Naprawczych. Odsłonięto go 1 sierpnia 1926. Był poświęcony 146 kolejarzom ze Stargardu poległym w czasie I wojny światowej. Miał formę głaza narzutowego z wmurowaną granitową tablicą, z inicjatywy Związku Kolejarzy (Eisenbahn Verein). Główny obelisk był otoczony mniejszymi kamieniami, umieszczono na nim tablicę ze stosownym napisem, zaś w latach następnych  cały teren  został ogrodzony pięknym, kutym płotem oraz obsadzony topolami i srebrnymi świerkami.
Lokalizacja pomnika na placu znajdującym się przy wjeździe na osiedle kolejowe, nie była przypadkowa. Stargardzkie Warsztaty Kolejowe miały swój udział w kosztach budowy tego osiedla. Do połowy 1925 roku, wzniesiono 120 mieszkań w czterorodzinnych domach przy obecnych ulicach: Szczecińskiej, Czeskiej, Jugosłowiańskiej, Łużyckiej i Serbskiej. Obok budynków mieszkalnych wybudowano dodatkowo pomieszczenia gospodarcze. Cała dzielnica tonęła w zieleni, przy ulicach rosły kasztanowce i tuje.
.
Pomnik ku czci poległych żołnierzy 9. Pułku Grenadierów, przy kolegiacie NMP, ul. B. Krzywoustego (ocalał jedynie cokół pomnika, na którym znajduje się obecnie figura Najświętszej Marii Panny). Była to czworoboczna kolumna, na której znajdowała się figura żołnierza naturalnych rozmiarów wykonana z brązu. Żołnierz dzierżył w rękach miecz i tarczę a na głowie posiadał hełm bojowy. Pomnik upamiętniał 5284 żołnierzy.
Pomnik ku czci poległym w czasie I wojny światowej mieszkańcom Kluczewa, ul. J. Lelewela. Składał się z niewielkiego kopca kamieni polnych z ustawionym na szczycie głazem z wyrytym obrysem Krzyża Żelaznego. Otoczony był 32 kamieniami symbolizującymi poległych mieszkańców Kluczewa, na każdym z nich wypisane było imię i nazwisko żołnierza, stopień oraz datę i miejsce śmierci.
Pomnik Webera, pl. J. Słowackiego, lekarza i dyrektora szpitala w Stargardzie. Po wojnie na cokole umiejscowiono popiersie Juliusza Słowackiego.

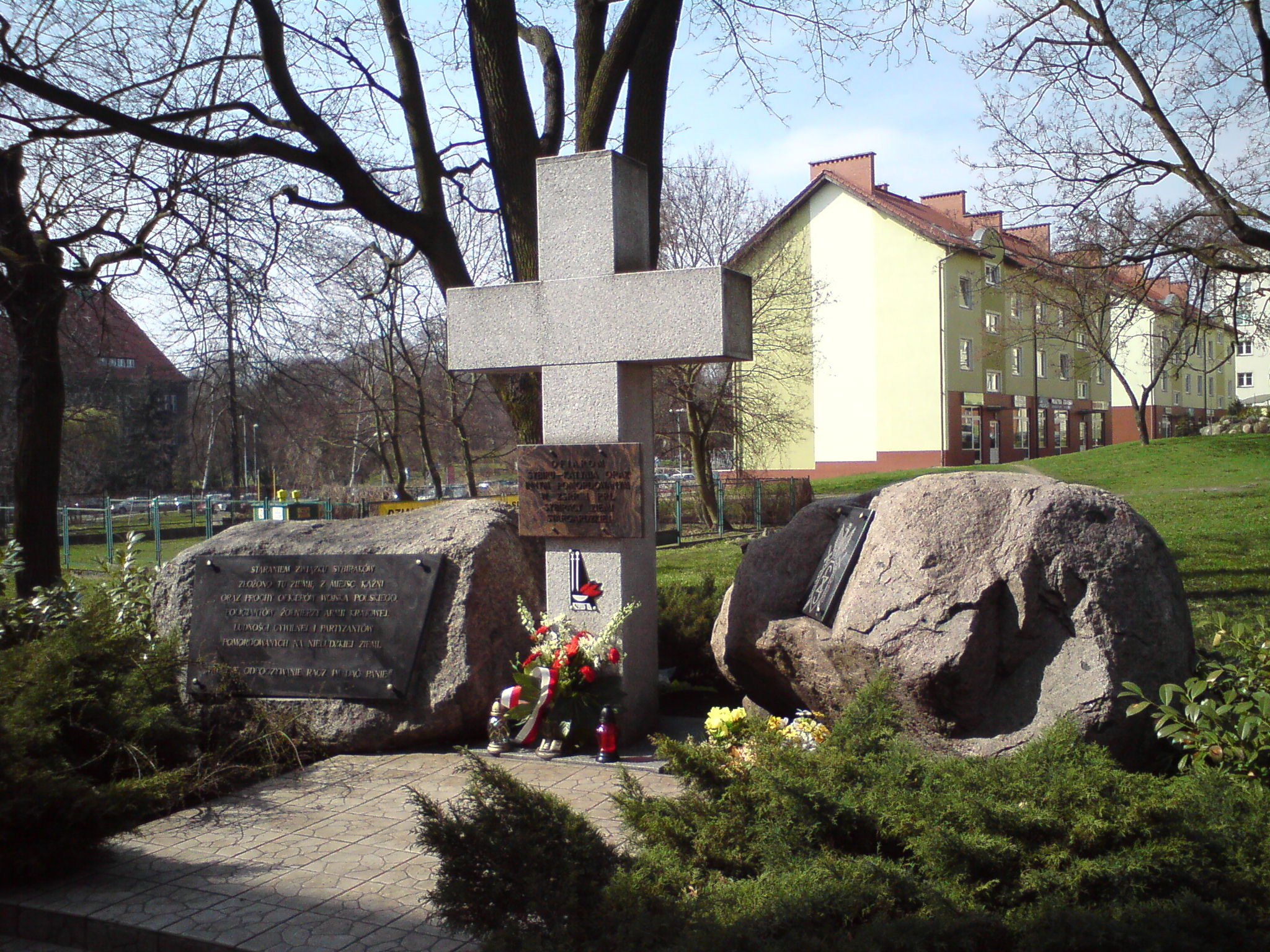
Pomnik Ofiar Sybiru i Katynia
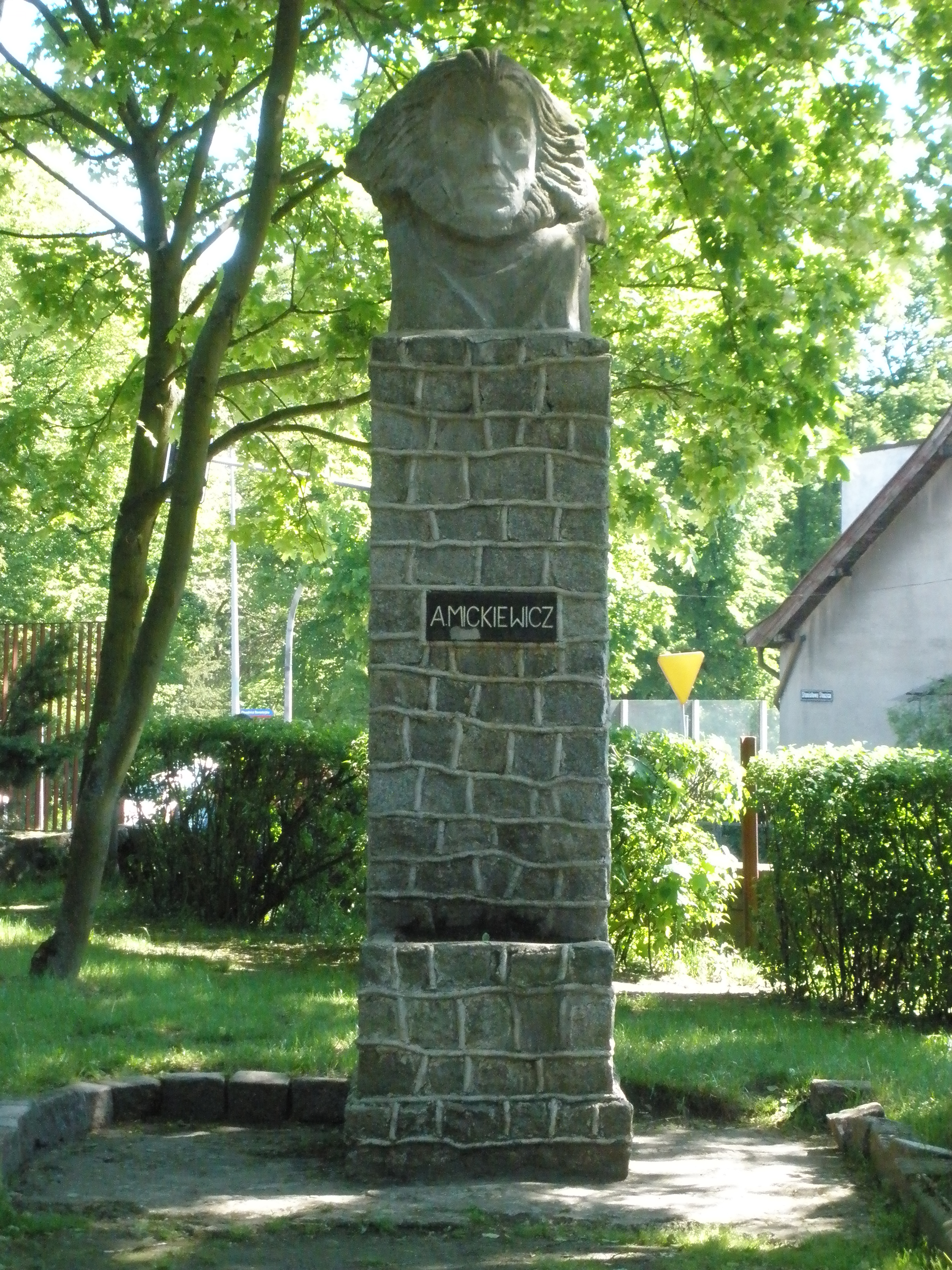
Pomnik Mickiewicza
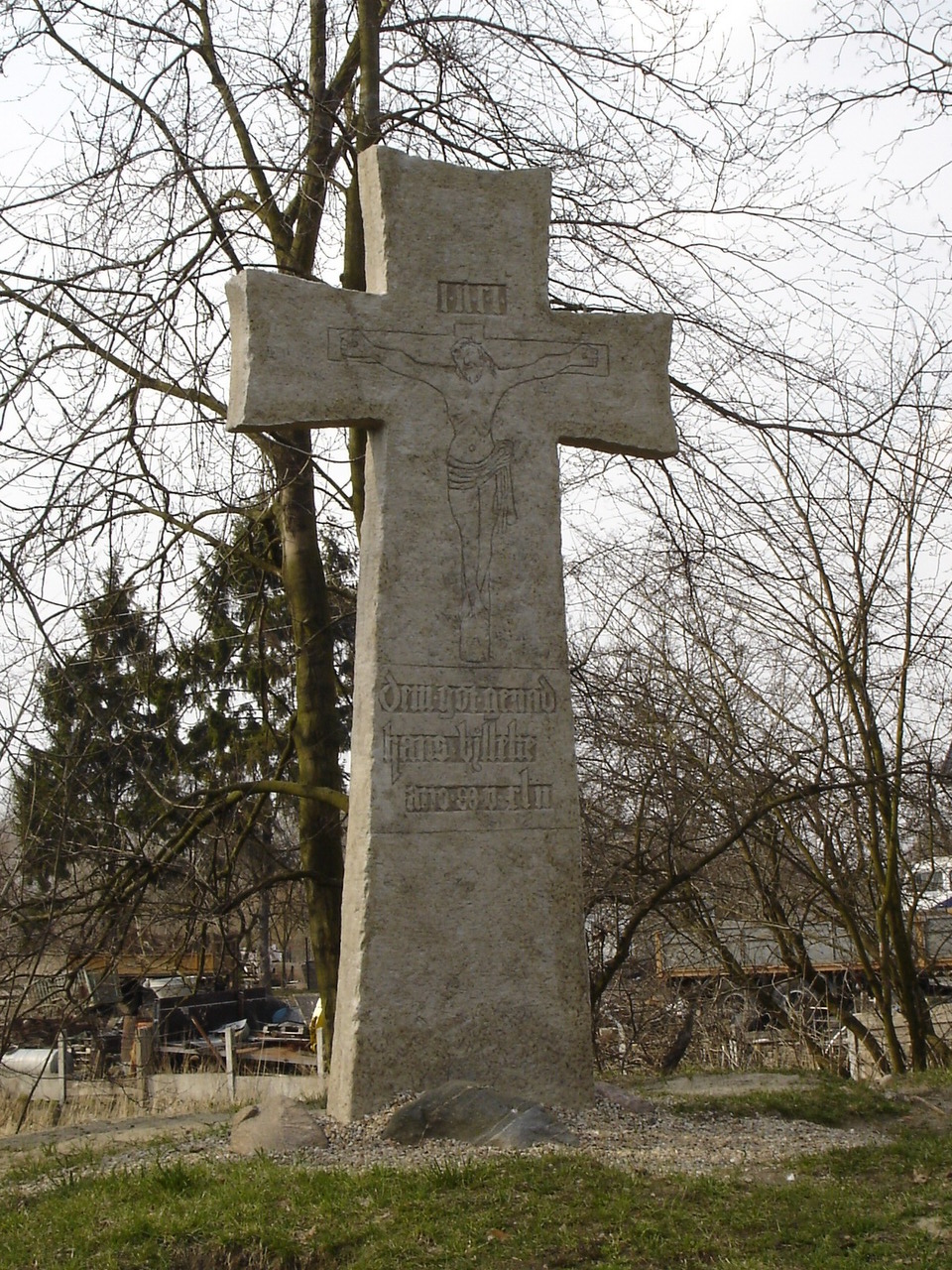
Krzyż Pokutny
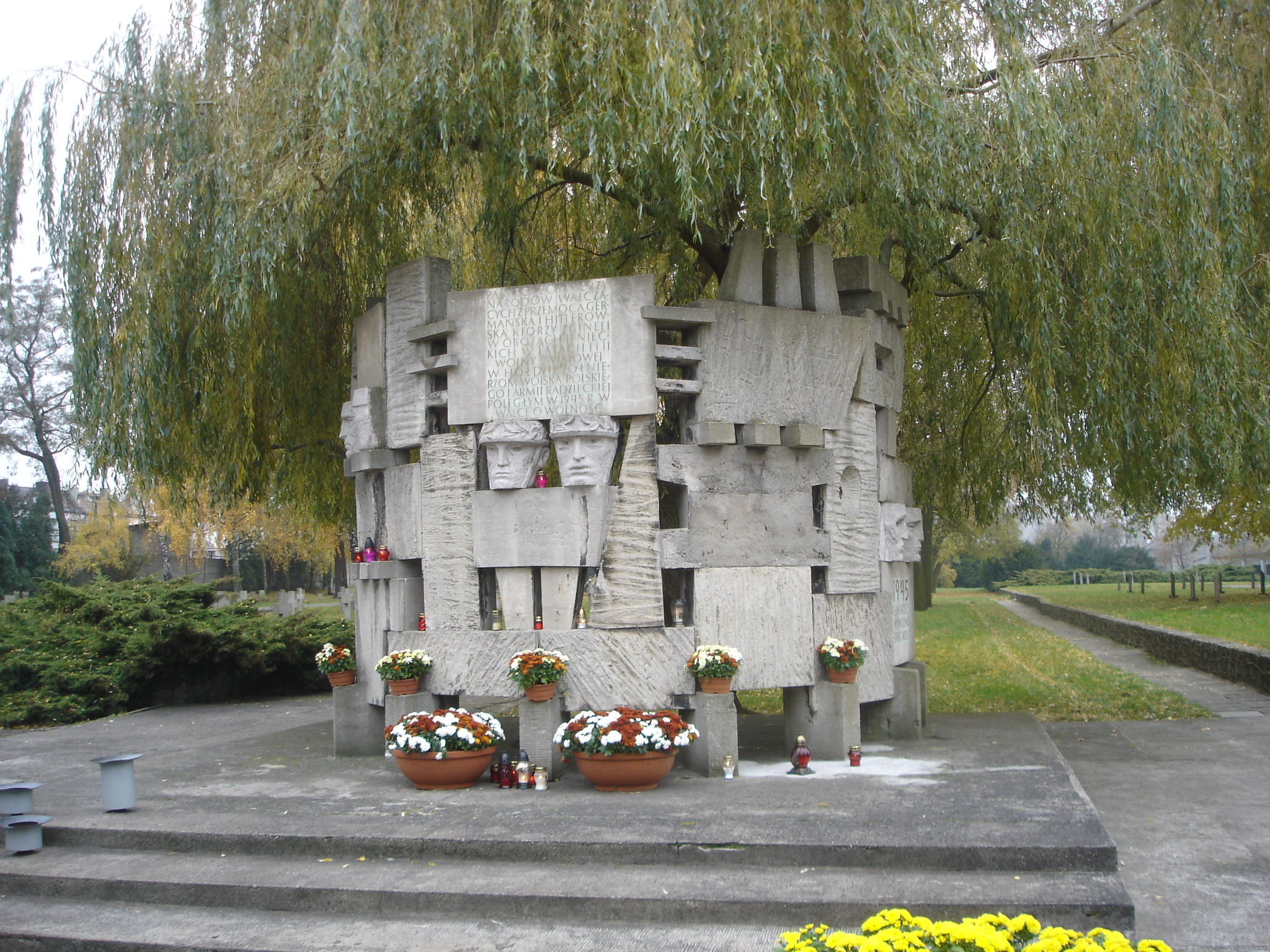
Pomnik w Hołdzie Żołnierzom Polskim i Radzickim, Cmentarz Wojenny
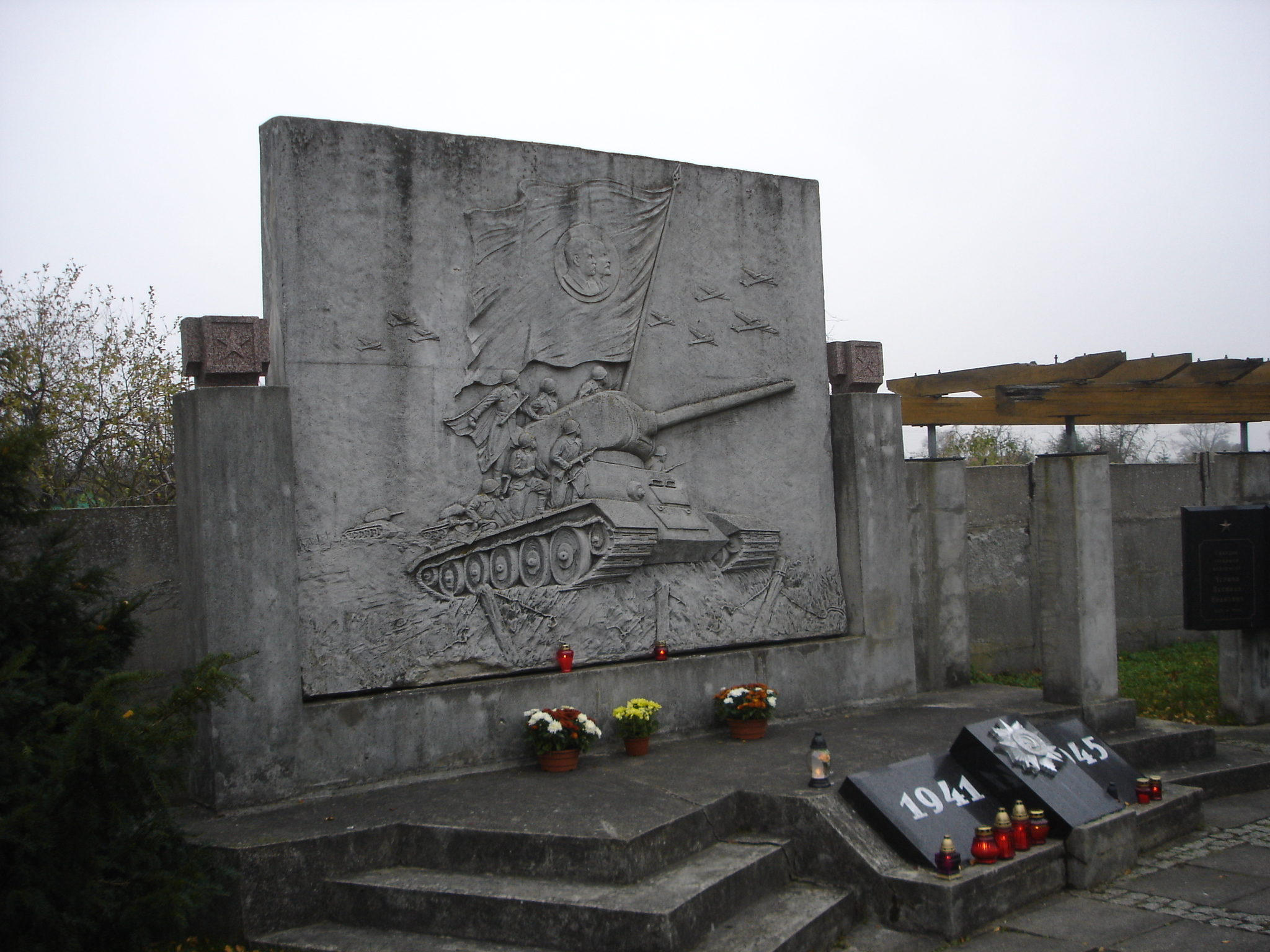
Fragment dawnego Mauzoleum Żołnierzy Radzieckich, Cmentarz Wojenny
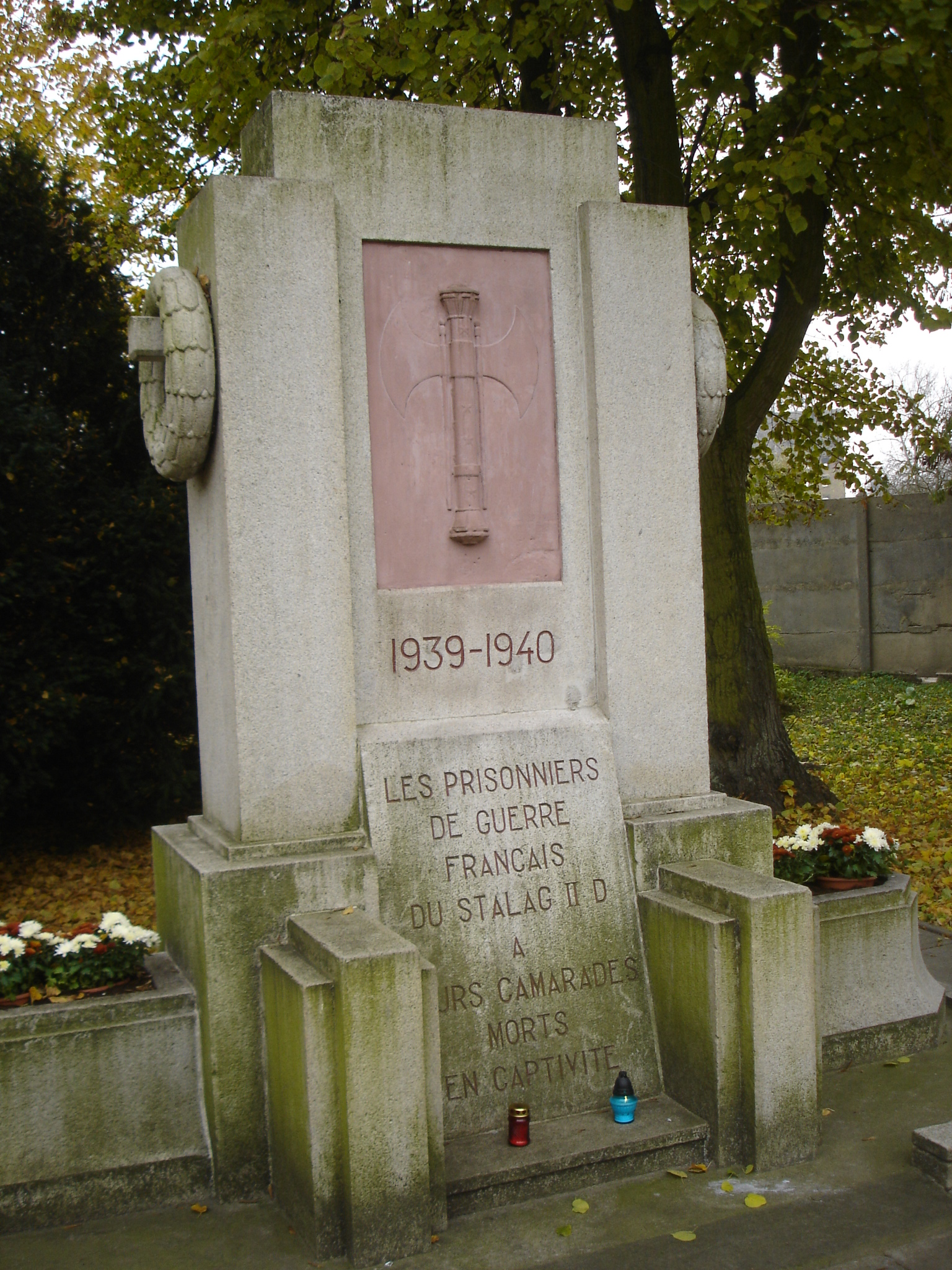
Pomnik jeńców francuskich zmarłych w Stalagu II D, Cmentarz Wojenny
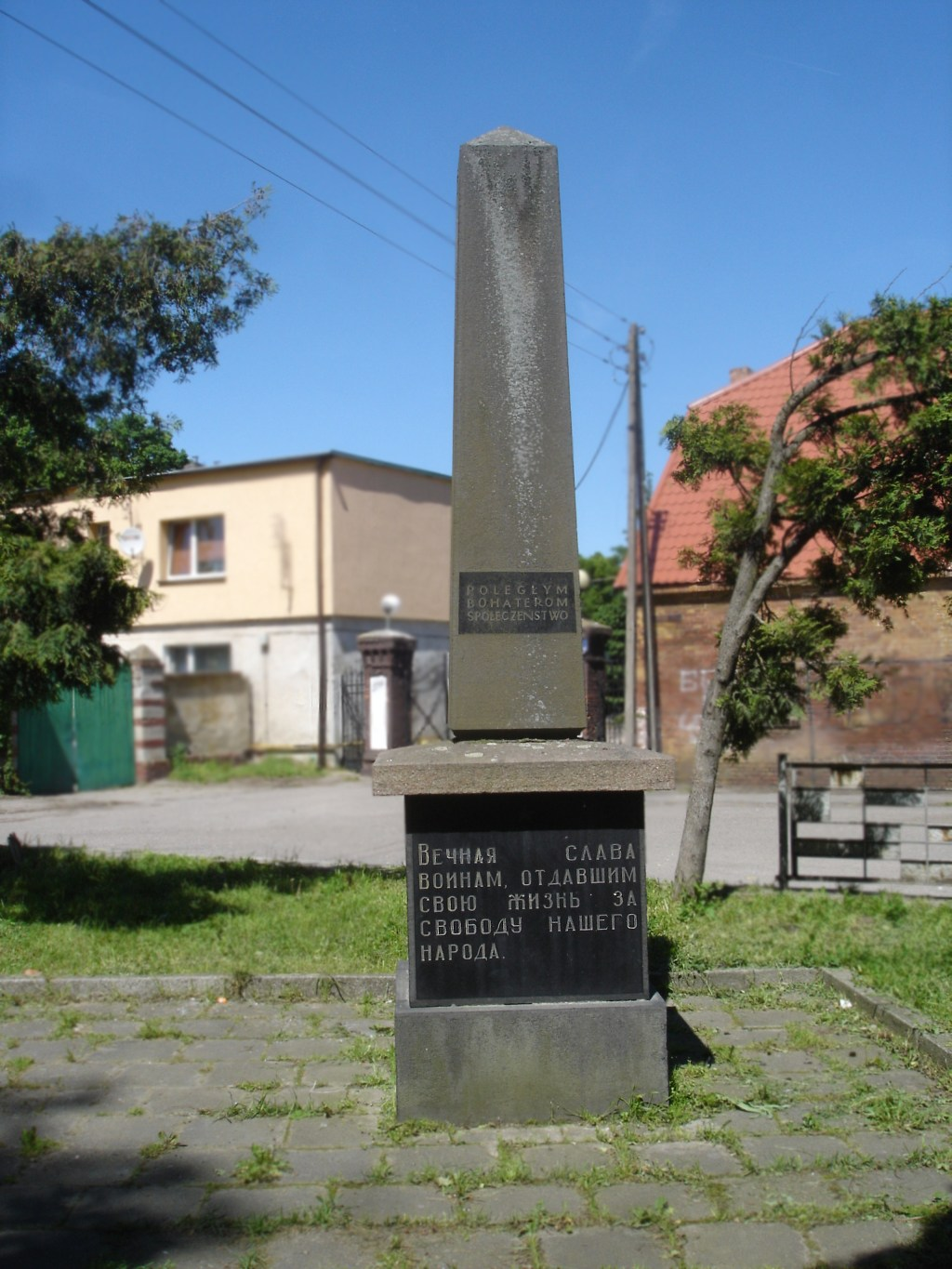
Obelisk poległym żołnierzom Armii Radzieckiej w Stargardzie-Kluczewie
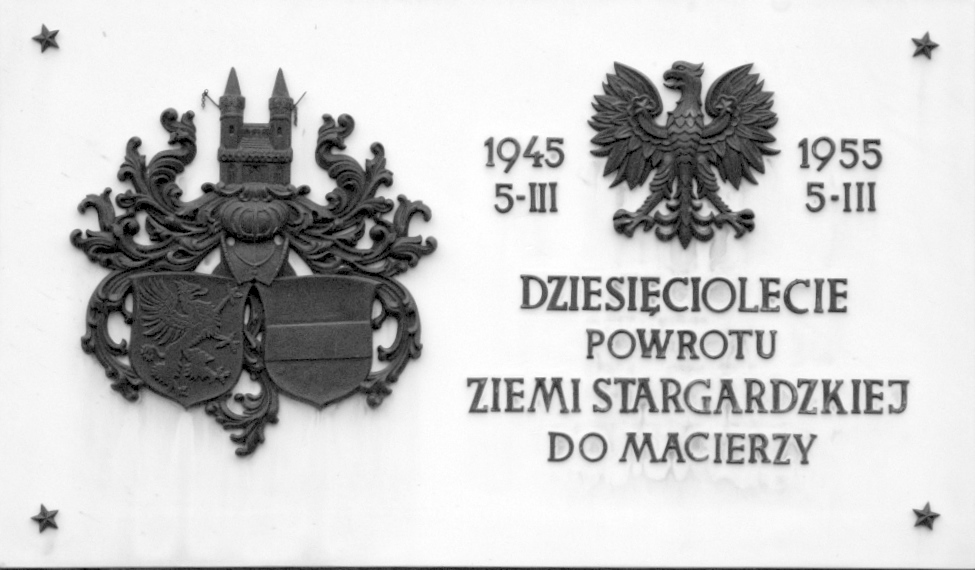
Tablica z okazji 10. lecia powrotu ziemi stargardzkiej do Polski
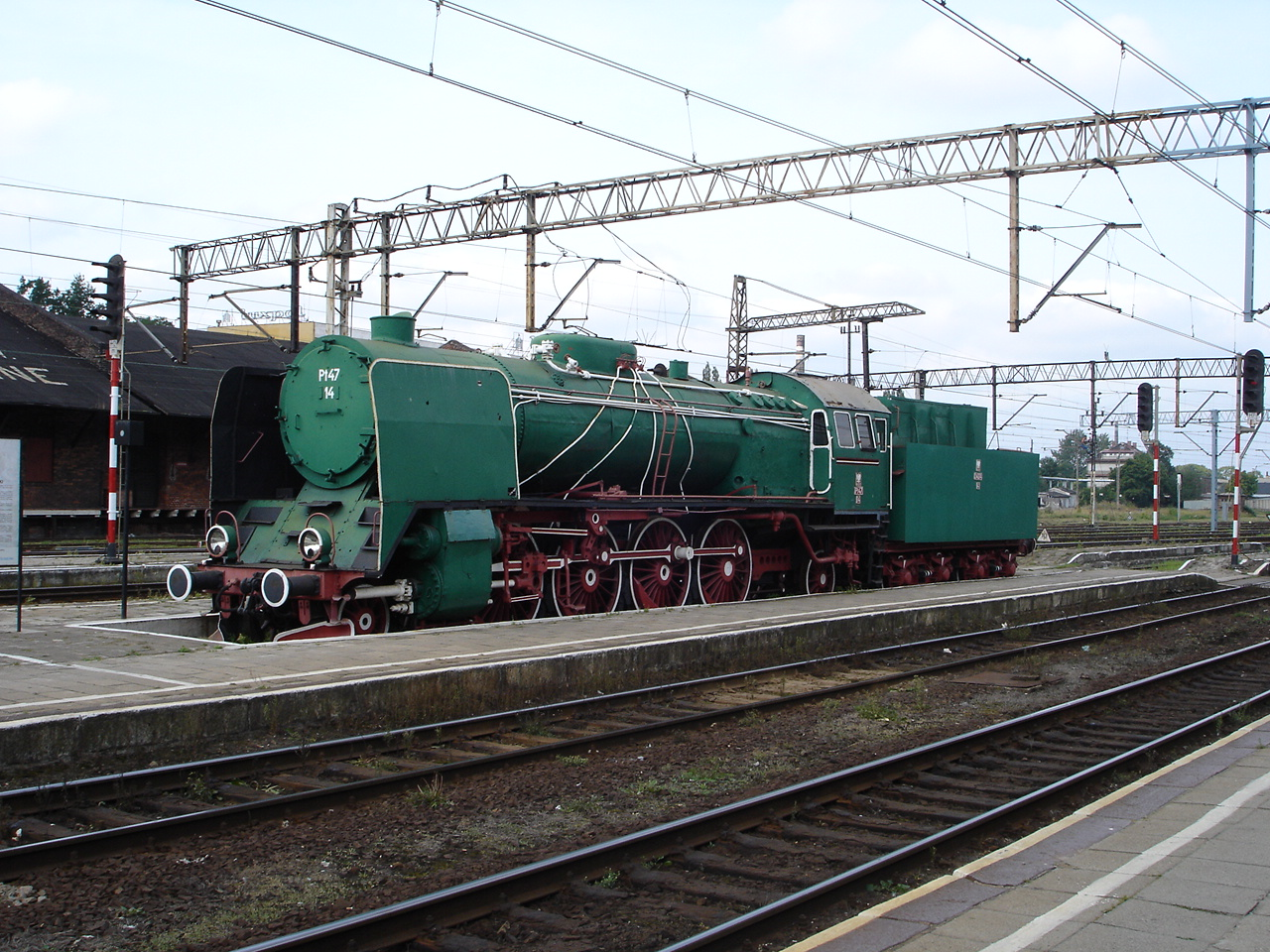
Pomnik techniki-lokomotywa Pt47
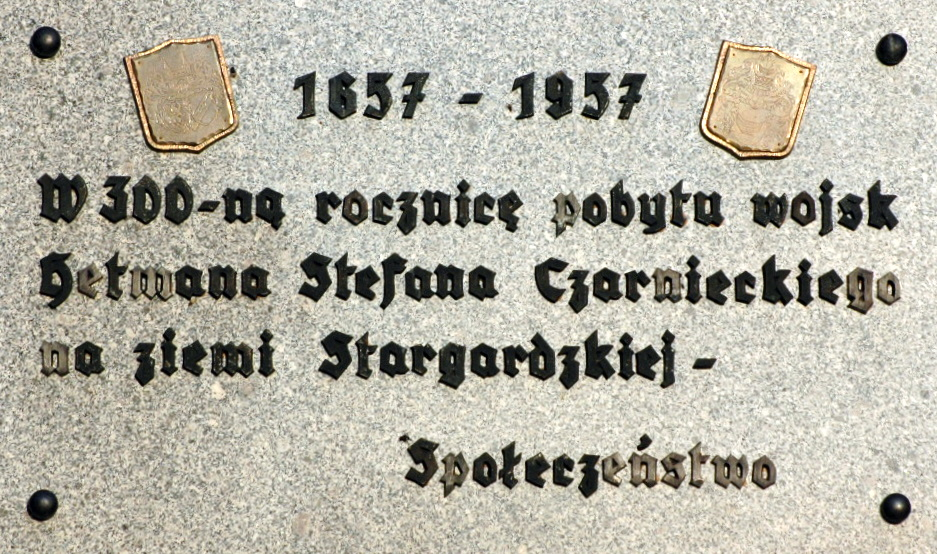
Tablica w 300. rocznicę pobytu Czarnieckiego
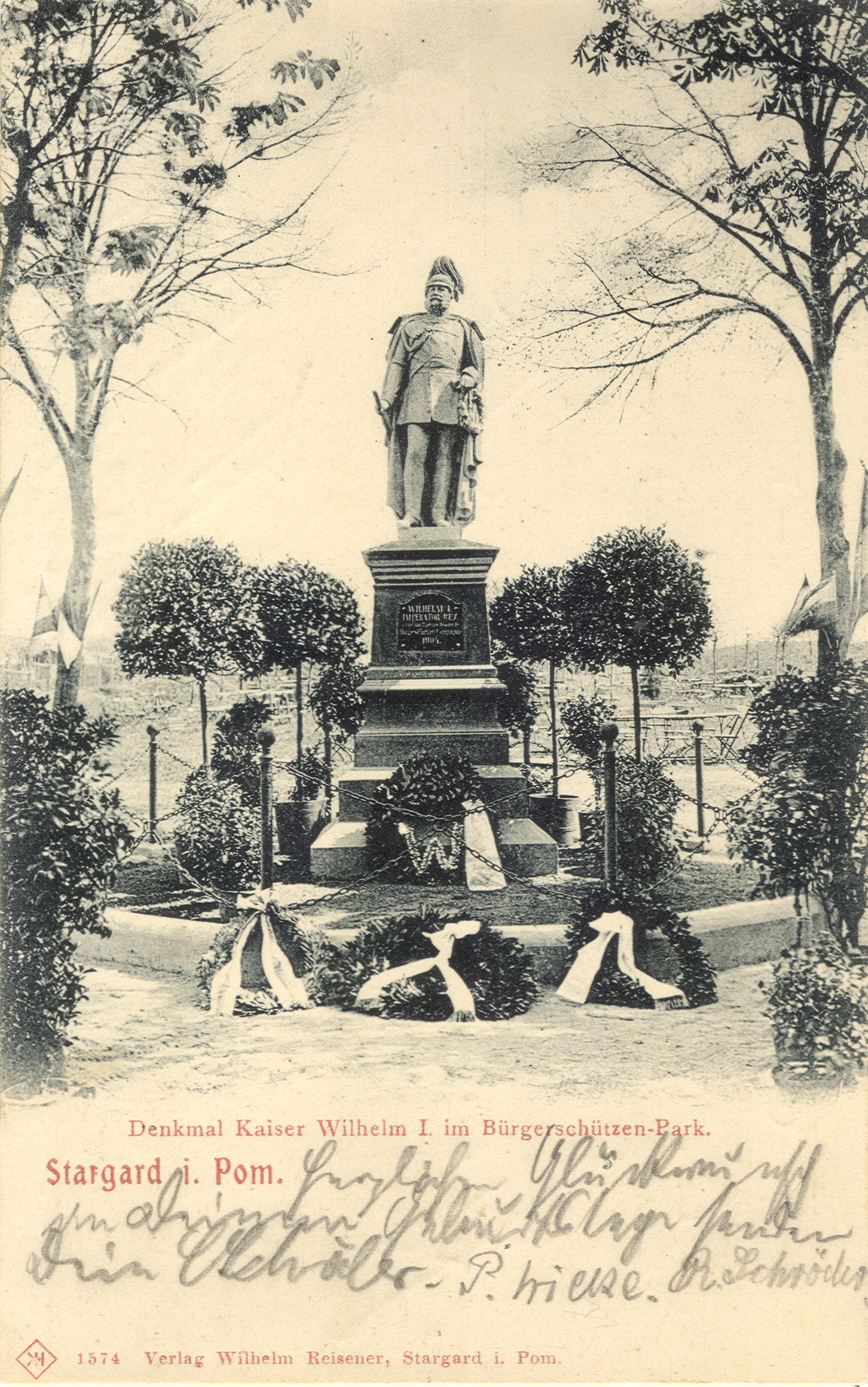
Pomnik Cesarza Wilhelma I